# Berliner Gesellschaft für Geschichte der Medizin
Die Berlin-Brandenburgische Gesellschaft für Geschichte der Medizin ist eine Gesellschaft zur Förderung der medizinhistorischen Forschung in Berlin und Brandenburg.
Die Gesellschaft wurde am 21. April 1906 als Berliner Gesellschaft für Geschichte der Naturwissenschaften und Medizin gegründet und führte seit 1927 die Bezeichnung Berliner Gesellschaft für Geschichte der Naturwissenschaft, Medizin und Technik, von 1961 bis 2023 trug sie den Namen Berliner Gesellschaft für Geschichte der Medizin.
Zweck der Gesellschaft ist die Förderung der wissenschaftlichen Forschung auf dem Gebiet der Medizingeschichte einschließlich Hilfswissenschaften und unter Einbeziehung von Zahnmedizin, Pharmazie, Psychologie und Veterinärmedizin sowie der Verbreitung ihrer Ergebnisse. Dazu hält die Gesellschaft alljährlich mindestens zwei wissenschaftliche Versammlungen ab und ist auch auf dem Deutschen Wissenschaftshistorikertag präsent. Außerdem fördert die Gesellschaft, seinerzeit in Zusammenarbeit mit dem Berliner Medizinhistoriker Rolf Winau, insbesondere Untersuchungen zur Geschichte der Medizin in Berlin, seit 2023 auch in Brandenburg und Nachbarbundesländern (aktuell gibt es Projekte in Großbothen, Sachsen und Alt-Rehse, Mecklenburg-Vorpommern).
Derzeitiger Vorsitzender ist Andreas Jüttemann, Medizinhistoriker an der Medizinischen Hochschule Brandenburg und stellvertretender Vorsitzer ist Benjamin Kuntz, Leiter des Museums im Robert Koch-Institut.